# جائزة إسبانيا الكبرى 1976
جائزة إسبانيا الكبرى 1976 هو سباق فورمولا 1 أقيم بتاريخ 2 مايو 1976 في إسبانيا. كان الرابع من أصل 16 في بطولة العالم لسباقات الفورمولا واحد موسم 1976. حلّ البريطاني جيمس هانت أولا بينما جاء النمساوي نيكي لاودا في المركز الثاني.